# Frances Fox Piven
Frances Fox Piven, född 10 oktober 1932 i Calgary, Alberta, Kanada, är en amerikansk professor i statsvetenskap och sociologi vid The Graduate Center, City University of New York.

## Aktivism
Under hela sin karriär har Piven kombinerat vetenskapligt arbete med politisk aktivism. 

## Pris
- American Sociological Association Career Award for the Practice of Sociology (2000)
- Charles McCoy Career Achievement Award of the Caucus for a New Political Science of the American Political Science Association (2004)
- Mary Lepper Award of the Women's Caucus of the American Political Science Association (1998)
- American Sociology Association Lifetime Achievement Award for Political Sociology
- Tides Foundation Award for Excellence in Public Advocacy (1995)
- Annual Award of the National Association of Secretaries of State (1994)
- President's Award of the American Public Health Association (1993)
- Lee/Founders Award of the Society for the Study of Social Problems
- Eugene V. Debs Foundation Prize
- C. Wright Mills Award.[5]